# Zuidhorn
Zuidhorn  è un comune olandese di 18 563 abitanti situato nella provincia di Groninga.